# Unterstrich
Der Unterstrich, auch Tiefstrich, auch Grundstrich, ist das im ASCII-Zeichensatz auf der Position 95 (dezimal) bzw. 0x5F (hexadezimal) enthaltene Schriftzeichen („_“). Seine Bedeutung variiert je nach Kontext und Anwendungsbereich.

## Position auf Tastaturen
Auf der deutschen Standard-Tastatur („QWERTZ“; gebräuchlich in Deutschland und Österreich) sowie auf der Schweizer Tastatur befindet sich der Unterstrich unmittelbar links neben der rechten Umschalttaste (⇧) und wird mit dieser zusammen aktiviert (ohne Betätigung der Umschalttaste ergibt sich ein Bindestrich). Mit der --Taste auf dem Ziffernblock kann kein Unterstrich erzeugt werden.
Auf Tastaturen mit britischem oder amerikanischem Layout („QWERTY“) ist die Betätigung und Belegung der Taste identisch, die Taste selbst befindet sich jedoch in der obersten Reihe des Buchstabenblocks rechts neben der Taste 0 (Null).
Auf der französischen Tastatur („AZERTY“) befindet sich das Zeichen gemeinsam mit der 8 oberhalb der Tasten U und I und wird ohne Betätigung der Umschalttaste (⇧) erzeugt.

## Schreibmaschine
Auf Schreibmaschinen wurde der Unterstrich in seiner ursprünglichen Funktion verwendet:
Ein Wort wurde unterstrichen, indem der Schlitten bzw. Wagen (je nach Technik auch das Typenrad oder der Kugelkopf) zum ersten zu unterstreichenden Wort zurückbewegt und anschließend die entsprechende Anzahl von Unterstrichen eingetippt wurde. Dies war lange Zeit neben dem Sperren die einzige Möglichkeit, eine Auszeichnung direkt mit der Maschine vorzunehmen.

## Elektronische Datenverarbeitung
Historisch
- Bei textbasierten Bildschirmsystemen (zum Beispiel VT100-Systeme, Hostsysteme, Ncurses) wird der Unterstrich verwendet, um Eingabefelder zu symbolisieren. Mit der Einführung grafischer Benutzeroberflächen wurde diese Bedeutung unwichtiger.
- In älteren Versionen von Textverarbeitungsprogrammen wie beispielsweise Word für DOS wurde der Unterstrich verwendet, um damit den Schriftstil kursiv zu kennzeichnen: ein in Unterstriche eingeschlossenes Wort wurde erst auf dem fertigen Ausdruck kursiv dargestellt. Aus Kompatibilitätsgründen stellen viele Textverarbeitungsprogramme diese Funktion heute noch zur Verfügung, sie lässt sich in der Regel jedoch deaktivieren. Beispiel:

| Texteingabe                 | Druckausgabe              |
| --------------------------- | ------------------------- |
| Schreiben an Herrn _Müller_ | Schreiben an Herrn Müller |

Gegenwart
- Im lokalen Teil (Verzeichnisstruktur und Dateinamen) von URLs wird das Leerzeichen mittlerweile überall richtig kodiert ersetzt (als hexadezimales Äquivalent: %20); aus diesem Grund ist die Bedeutung des Unterstriches als Ersatz fürs Leerzeichen zurückgegangen. Oft wird aber vorbeugend immer noch der Unterstrich verwendet.
- Im Usenet und in anderen textbasierten Medien, wie zum Beispiel dem IRC, wird der Unterstrich zur Hervorhebung eines Wortes eingesetzt, da hier keine Formatierungen möglich sind. Beispiel: Das kann _Dir_ doch völlig egal sein!
- Im IRC wird der Unterstrich gerne hinter einen Nicknamen gesetzt, wenn der gewünschte Name bereits vergeben ist. Wenn z. B. jemand sich mit dem Nick „Max“ auf einem Server einloggen möchte, aber dieser Name schon vergeben ist, dann verwendet er meist „Max_“.
- Hilfsweise kann eine Kette aus Unterstrichen verwendet werden, um eine Trennlinie oder – wie in der Vergangenheit – einen Freiraum darzustellen, in den auf Ausdrucken Texte eingesetzt werden können. Ein ordentliches Schriftbild ist jedoch nur dann gewährleistet, wenn rechts und links vom Unterstrich keine Leerräume verbleiben. Dies wäre zwar ohnehin ein Fehler, ist jedoch bei manchen Schriftarten und Drucktechniken dennoch der Fall.
- In einigen Fällen dient der Unterstrich als „Wildcard-“ bzw. Joker-Zeichen und repräsentiert ein einzelnes ausgelassenes Zeichen (zum Beispiel in SQL).
- Außerdem dient der Unterstrich bis heute überall dort als Ersatz für ein Leerzeichen, wo dieses nicht erlaubt ist. Dies können beispielsweise URLs, E-Mail-Adressen, Namen von Variablen oder Dateinamen sein. Hierbei ist jedoch zu beachten, dass durch die unterschiedlichen Positionen des Unterstrichs und des Leerzeichens in der ASCII-Tabelle die Sortierfolge verändert werden kann. Ausdrücklich als derartiges Ersatzzeichen ist der Unterstrich beispielsweise in der ISO-9660-Spezifikation für CD-ROM-Dateisysteme vorgesehen.
- Im rechnergestützten Formelsatz wird bei einigen Programmen eine Tiefstellung (etwa eines Indexes) durch den Unterstrich dargestellt (z. B. x_a = {\displaystyle x_{a}}).
- Auf den meisten Tastaturen ist typografisch gesehen der Unterstrich auf der doppelt belegten Taste in seiner Tastenhälfte auf der Mittel- und nicht der Grundlinie dargestellt und ist so eigentlich als Gedankenstrich – dargestellt. Bei Mac, AT wird der Gedankenstrich tatsächlich mit derselben Taste mit der Alt+Taste erzeugt, der Unterstrich mit der Umschalt-Taste („Shift“), wie bei allen anderen Betriebssystemen auch. Ebenso liegt das Minuszeichen auf der gleichen Taste auf der Grundlinie statt auf der Mittellinie.

## Schriftsprache
Das hebräische Alphabet verwendet den Unterstrich als Vokalzeichen (Nikud).
Gender-Gap
Ab 2003 wird der Unterstrich im Rahmen der geschlechtergerechten Sprache im Deutschen angewendet: Lehrer_innen. Er soll zwischen maskuliner und femininer Wortform „einen Ort“ für weitere Geschlechter und Geschlechtsidentitäten zum Ausdruck bringen (vergleiche Divers, Drittes Geschlecht). Die Schreibweise mit Unterstrich ersetzt dabei das generische Maskulinum (Lehrer verallgemeinernd für alle Lehrenden). Der Gender Gap wurde vorgeschlagen als Alternative zum Binnen-I (LehrerInnen) und ab 2010 durch die Verwendung des Gendersternchens zurückgedrängt: Lehrer*innen. 2019 kam die Variante mit Gender-Doppelpunkt auf: Lehrer:innen.

## Ähnliche Zeichen
Der Unterstrich wird vom Unterstrichakzent unterschieden. Dieser ist ein diakritisches Zeichen, das als ein unter dem Buchstaben angeordnetes Makron beschrieben werden kann, also einem waagerechten Strich, der sich aber bei aufeinanderfolgenden Zeichen nicht berührt und auch nicht auf gleicher Höhe liegen muss.